# Sheffield, Iowa
Sheffield är en ort i Franklin County i delstaten Iowa, USA.